# A Manchester United FC 2012–2013-as szezonja
Ez a szócikk a Manchester United FC 2012–2013-as szezonjáról szól, amely a csapat 21. idénye a Premier Leagueben, és sorozatban 38. az angol első osztályban. Az idényt 2012. augusztus 20-án kezdték, majd 2013. április 22-én a 20. bajnoki címükkel fejezték be. A bajnokság gólkirálya a 26 gólos Robin van Persie lett. 2013. május 8-án Alex Ferguson bejelentette, hogy visszavonul, 26 és fél év után feláll a vezetőedzői posztról. Ezzel ő az egy angol klubnál a leghosszabb ideig dolgozó edző. Irányításával a Manchester United 38 trófeát nyert.

## Felkészülési mérkőzések
| Dátum               | Ellenfél       | H / V  | Végeredmény | Góllövők                                       | Nézőszám |
| ------------------- | -------------- | ------ | ----------- | ---------------------------------------------- | -------- |
| 2012. július 18.    | AmaZulu        | V      | 1–0         | Macheda 20'                                    |          |
| 2012. július 21.    | Ajax Cape Town | V      | 1–1         | Bébé 90+2'                                     |          |
| 2012. július 25.    | Sanghaj Senhua | V      | 1–0         | Kagava 68'                                     | 42,725   |
| 2012. augusztus 5.  | Vålerenga      | V      | 0–0         |                                                |          |
| 2012. augusztus 8.  | Barcelona      | Ullevi | 0–0 (0–2b)  |                                                | 47,141   |
| 2012. augusztus 11. | Hannover 96    | V      | 4–3         | Hernández 31', Rooney (2) 69', 82', Kagava 85' | 35,800   |

## Premier League
| Dátum             | Ellenfél             | H / V | Végeredmény | Góllövők                                                                 | Nézőszám | Bajnoki helyezés |
| ----------------- | -------------------- | ----- | ----------- | ------------------------------------------------------------------------ | -------- | ---------------- |
| 20 August 2012    | Everton              | V     | 0–1         |                                                                          | 38,415   | 16th             |
| 25 August 2012    | Fulham               | H     | 3–2         | Van Persie 10', Kagava 35', Rafael 41'                                   | 75,352   | 7th              |
| 2 September 2012  | Southampton          | V     | 3–2         | Van Persie (3) 23', 87', 90+2'                                           | 31,609   | 5th              |
| 15 September 2012 | Wigan Athletic       | H     | 4–0         | Scholes 51', Hernández 63', Büttner 66', Powell 82'                      | 75,142   | 2nd              |
| 23 September 2012 | Liverpool            | V     | 2–1         | Rafael 51', Van Persie 81' (bün.)                                        | 44,263   | 2nd              |
| 29 September 2012 | Tottenham Hotspur    | H     | 2–3         | Nani 51', Kagava 53'                                                     | 75,566   | 3rd              |
| 7 October 2012    | Newcastle United     | V     | 3–0         | Evans 8', Evra 15', Cleverley 71'                                        | 52,203   | 2nd              |
| 20 October 2012   | Stoke City           | H     | 4–2         | Rooney (2) 27', 65', Van Persie 44', Welbeck 46'                         | 75,585   | 2nd              |
| 28 October 2012   | Chelsea              | V     | 3–2         | Luiz 4' (öngól), Van Persie 12', Hernández 75'                           | 41,644   | 2nd              |
| 3 November 2012   | Arsenal              | H     | 2–1         | Van Persie 3', Evra 67'                                                  | 75,492   | 1st              |
| 10 November 2012  | Aston Villa          | V     | 3–2         | Hernández (2) 58', 87', Vlaar 63' (öngól)                                | 40,538   | 1st              |
| 17 November 2012  | Norwich City         | V     | 0–1         |                                                                          | 26,840   | 2nd              |
| 24 November 2012  | Queens Park Rangers  | H     | 3–1         | Evans 64', Fletcher 68', Hernández 72'                                   | 75,603   | 1st              |
| 28 November 2012  | West Ham United      | H     | 1–0         | Van Persie 1'                                                            | 75,572   | 1st              |
| 1 December 2012   | Reading              | V     | 4–3         | Anderson 13', Rooney (2) 16' (bün.), 30', Van Persie 34'                 | 24,095   | 1st              |
| 9 December 2012   | Manchester City      | V     | 3–2         | Rooney (2) 16', 29', Van Persie 90+2'                                    | 47,166   | 1st              |
| 15 December 2012  | Sunderland           | H     | 3–1         | Van Persie 16', Cleverley 19', Rooney 59'                                | 75,582   | 1st              |
| 23 December 2012  | Swansea City         | V     | 1–1         | Evra 16'                                                                 | 20,650   | 1st              |
| 26 December 2012  | Newcastle United     | H     | 4–3         | Evans 25', Evra 58', Van Persie 71', Hernández 90'                       | 75,596   | 1st              |
| 29 December 2012  | West Bromwich Albion | H     | 2–0         | McAuley 9' (öngól), Van Persie 90'                                       | 75,595   | 1st              |
| 1 January 2013    | Wigan Athletic       | V     | 4–0         | Hernández (2) 35', 63', Van Persie (2) 43', 88'                          | 20,342   | 1st              |
| 13 January 2013   | Liverpool            | H     | 2–1         | Van Persie 19', Vidić 54'                                                | 75,501   | 1st              |
| 20 January 2013   | Tottenham Hotspur    | V     | 1–1         | Van Persie 25'                                                           | 35,956   | 1st              |
| 30 January 2013   | Southampton          | H     | 2–1         | Rooney (2) 8', 27'                                                       | 75,600   | 1st              |
| 2 February 2013   | Fulham               | V     | 1–0         | Rooney 79'                                                               | 25,670   | 1st              |
| 10 February 2013  | Everton              | H     | 2–0         | Giggs 13', Van Persie 45+1'                                              | 75,525   | 1st              |
| 23 February 2013  | Queens Park Rangers  | V     | 2–0         | Rafael 23', Giggs 80'                                                    | 18,337   | 1st              |
| 2 March 2013      | Norwich City         | H     | 4–0         | Kagava (3) 45+1', 76', 87', Rooney 90'                                   | 75,586   | 1st              |
| 16 March 2013     | Reading              | H     | 1–0         | Rooney 21'                                                               | 75,605   | 1st              |
| 30 March 2013     | Sunderland           | V     | 1–0         | Bramble 27' (öngól)                                                      | 43,760   | 1st              |
| 8 April 2013      | Manchester City      | H     | 1–2         | Kompany 59' (öngól)                                                      | 75,498   | 1st              |
| 14 April 2013     | Stoke City           | V     | 2–0         | Carrick 4', Van Persie 66' (bün.)                                        | 27,191   | 1st              |
| 17 April 2013     | West Ham United      | V     | 2–2         | Valencia 31', Van Persie 77'                                             | 34,692   | 1st              |
| 22 April 2013     | Aston Villa          | H     | 3–0         | Van Persie (3) 2', 13', 33'                                              | 75,591   | 1st              |
| 28 April 2013     | Arsenal              | V     | 1–1         | Van Persie 44' (bün.)                                                    | 60,112   | 1st              |
| 5 May 2013        | Chelsea              | H     | 0–1         |                                                                          | 75,500   | 1st              |
| 12 May 2013       | Swansea              | H     | 2–1         | Hernández 39', Ferdinand 87'                                             | 75,572   | 1st              |
| 19 May 2013       | West Bromwich Albion | V     | 5–5         | Kagava 6', Olsson 9' (öngól), Büttner 30', Van Persie 53', Hernández 63' | 26,438   | 1st              |

### Végeredmény
| H | Klub              | M  | GY | D | V | LG | KG | GK  | P  |
| - | ----------------- | -- | -- | - | - | -- | -- | --- | -- |
| 1 | Manchester United | 38 | 28 | 5 | 5 | 86 | 43 | +43 | 89 |
| 2 | Manchester City   | 38 | 23 | 9 | 6 | 66 | 34 | +32 | 78 |
| 3 | Chelsea           | 38 | 22 | 9 | 7 | 75 | 39 | +36 | 75 |

JM = Játszott mérkőzés; GY = Győzelem; D = Döntetlen; V = Vereség; LG = Lótt gól; KG = Kapott gól; GK = Gólkülönbség; P = Pontszám

## Fa-kupa
A United a harmadik fordulóban csatlakozott a kupaküzdelmekhez, a sorsolást 2012. december 2-án tartották. 2013 januárjának első hétvégéjén a West Ham volt a csapat ellenfele, és mivel az első mérkőzés döntetlenre végződött, újrajátszásra volt szükség. A következő körben sima mérkőzésen múlták felül a Fulhamet, majd az ötödik körben megszenvedtek a Reading ellen. Március végén a Chelsea várt a manchesteriekre, és az Old Traffordon játszott döntetlen után újrajátszás következett. Londonban a Chelsea 1-0-ra győzött, így ők jutottak az elődöntőbe.
| Dátum             | Forduló                | Ellenfél        | H / V | Végeredmény | Góllövők                                            | Nézőszám |
| ----------------- | ---------------------- | --------------- | ----- | ----------- | --------------------------------------------------- | -------- |
| 2013. január 5.   | 3. forduló             | West Ham United | V     | 2–2         | Cleverley 23', Van Persie 90+1'                     | 32,922   |
| 2013. január 16.  | 3. forduló újrajátszás | West Ham United | H     | 1–0         | Rooney 9'                                           | 71,081   |
| 2013. január 26.  | 4. forduló             | Fulham          | H     | 4–1         | Giggs 3' (bün.), Rooney 50', Hernández (2) 52', 66' | 72,596   |
| 2013. február 18. | 5. forduló             | Reading         | H     | 2–1         | Nani 69', Hernández 72'                             | 75,213   |
| 2013. március 10. | 6. forduló             | Chelsea         | H     | 2–2         | Hernández 5', Rooney 11'                            | 75,196   |
| 2013. április 1.  | 6. forduló újrajátszás | Chelsea         | V     | 0–1         |                                                     | 40,704   |

## Ligakupa
Ahogy az összes nemzetközi kupainduló csapat, úgy a United is a harmadik körben kezdett a Ligakupában, és az első riválist, a Newcastle-t búcsúztatta is, október 31-én azonban hosszabbítás után alulmaradt a Chelseavel szemben.
| Dátum                | Forduló    | Ellenfél         | H / V | Végeredmény | Góllövők                                            | Nézőszám |
| -------------------- | ---------- | ---------------- | ----- | ----------- | --------------------------------------------------- | -------- |
| 2012. szeptember 26. | 3. forduló | Newcastle United | H     | 2–1         | Anderson 44', Cleverley 58'                         | 46,358   |
| 2012. október 31.    | 4. forduló | Chelsea          | V     | 4–5 (h.u.)  | Giggs (2) 22', 120' (bün.), Hernández 43', Nani 59' | 41,126   |

## Bajnokok Ligája

### Csoportkör
A csoportok sorsolását Monacóban tartották 2012. augusztus 30-án. A United az első kalapból várta az ellenfeleket, végül a Galatasarayt, a CFR Clujt és a Bragát kapták riválisként.
| Dátum                | Ellenfél    | H / V | Végeredmény | Góllövők                                           | Nézőszám | Csoport helyezés |
| -------------------- | ----------- | ----- | ----------- | -------------------------------------------------- | -------- | ---------------- |
| 2012. szeptember 19. | Galatasaray | H     | 1–0         | Carrick 7'                                         | 74,653   | 2nd              |
| 2012. október 2.     | CFR Cluj    | V     | 2–1         | Van Persie (2) 29', 49'                            | 16,259   | 1st              |
| 2012. október 23.    | Braga       | H     | 3–2         | Hernández (2) 25', 75', Evans 62'                  | 73,195   | 1st              |
| 2012. november 7.    | Braga       | V     | 3–1         | Van Persie 80', Rooney 85' (bün.), Hernández 90+2' | 15,388   | 1st              |
| 2012. november 20.   | Galatasaray | V     | 0–1         |                                                    | 50,278   | 1st              |
| 2012. december 5.    | CFR Cluj    | H     | 0–1         |                                                    | 71,521   | 1st              |

| Csapat            | M | Gy | D | V | G+ | G– | Gk | P  |
| ----------------- | - | -- | - | - | -- | -- | -- | -- |
| Manchester United | 6 | 4  | 0 | 2 | 9  | 6  | +3 | 12 |
| Galatasaray       | 6 | 3  | 1 | 2 | 7  | 6  | +1 | 10 |
| CFR Cluj          | 6 | 3  | 1 | 2 | 9  | 7  | +2 | 10 |
| SC Braga          | 6 | 1  | 0 | 5 | 7  | 13 | –6 | 3  |

|                   | MAN | BRA | GAL | CFR |
| ----------------- | --- | --- | --- | --- |
| Manchester United |     | 3–2 | 1–0 | 0–1 |
| SC Braga          | 1–3 |     | 1–2 | 0–2 |
| Galatasaray       | 1–0 | 0–2 |     | 1–1 |
| CFR Cluj          | 1–2 | 3–1 | 1–3 |     |

## Egyenes kieséses szakasz
2012. december 20-án sorsolták a nyolcaddöntő párosításait Nyonban, és a United a Real Madridot kapta ellenfélként, az első összecsapásra 2013. február 13-án került sor Madridban. Az idegenben elért döntetlen után kedvező helyzetben volt az angol csapat, azonban a március 5-ei visszavágón a spanyol csapat 2-1-re győzött az Old Traffordon és továbbjutott.
| Dátum             | Forduló                    | Ellenfél    | H / V | Végeredmény | Góllövők          | Nézőszám |
| ----------------- | -------------------------- | ----------- | ----- | ----------- | ----------------- | -------- |
| 2013. február 13. | Nyolcaddöntő első mérkőzés | Real Madrid | V     | 1–1         | Welbeck 20'       | 85,454   |
| 2013. március 5.  | Nyolcaddöntő visszavágó    | Real Madrid | H     | 1–2         | Ramos 48' (öngól) | 74,959   |

## Statisztika
| Mezszám | Poz. | Név               | Bajnokság     | Bajnokság | FA-kupa       | FA-kupa | Ligakupa      | Ligakupa | Nemzetközi kupa | Nemzetközi kupa | Összesen      | Összesen |    |   |
| Mezszám | Poz. | Név               | Pályára lépés | Gólok     | Pályára lépés | Gólok   | Pályára lépés | Gólok    | Pályára lépés   | Gólok           | Pályára lépés | Gólok    |    |   |
| ------- | ---- | ----------------- | ------------- | --------- | ------------- | ------- | ------------- | -------- | --------------- | --------------- | ------------- | -------- | -- | - |
| 1       | GK   | David de Gea      | 28            | 0         | 5             | 0       | 1             | 0        | 7               | 0               | 41            | 0        | 0  | 0 |
| 2       | DF   | Rafael            | 27(1)         | 3         | 4             | 0       | 1             | 0        | 6(1)            | 0               | 38(2)         | 3        | 8  | 1 |
| 3       | DF   | Patrice Evra      | 34            | 4         | 3             | 0       | 0             | 0        | 5               | 0               | 42            | 4        | 5  | 0 |
| 4       | DF   | Phil Jones        | 13(4)         | 0         | 4             | 0       | 0             | 0        | 3               | 0               | 20(4)         | 0        | 4  | 0 |
| 5       | DF   | Rio Ferdinand     | 26(2)         | 1         | 2             | 0       | 0             | 0        | 3(1)            | 0               | 31(3)         | 1        | 3  | 0 |
| 6       | DF   | Jonny Evans       | 21(2)         | 3         | 2             | 0       | 0             | 0        | 5               | 1               | 28(2)         | 4        | 2  | 0 |
| 7       | MF   | Antonio Valencia  | 24(6)         | 1         | 3(3)          | 0       | 0             | 0        | 2(2)            | 0               | 29(11)        | 1        | 7  | 0 |
| 8       | MF   | Anderson          | 9(8)          | 1         | 3             | 0       | 2             | 1        | 3(1)            | 0               | 17(9)         | 2        | 1  | 0 |
| 9       | FW   | Dimitar Berbatov  | 0             | 0         | 0             | 0       | 0             | 0        | 0               | 0               | 0             | 0        | 0  | 0 |
| 10      | FW   | Wayne Rooney      | 22(5)         | 12        | 3             | 3       | 1             | 0        | 5(1)            | 1               | 31(6)         | 16       | 7  | 0 |
| 11      | MF   | Ryan Giggs        | 12(10)        | 2         | 2(2)          | 1       | 1             | 2        | 3(2)            | 0               | 18(14)        | 5        | 1  | 0 |
| 12      | DF   | Chris Smalling    | 10(5)         | 0         | 5             | 0       | 0             | 0        | 2               | 0               | 17(5)         | 0        | 2  | 0 |
| 13      | GK   | Anders Lindegaard | 10            | 0         | 1             | 0       | 1             | 0        | 1               | 0               | 13            | 0        | 0  | 0 |
| 14      | FW   | Javier Hernández  | 9(13)         | 10        | 6             | 4       | 2             | 1        | 5(1)            | 3               | 22(14)        | 18       | 1  | 0 |
| 15      | DF   | Nemanja Vidić     | 18(1)         | 1         | 2             | 0       | 0             | 0        | 2               | 0               | 22(1)         | 1        | 4  | 0 |
| 16      | MF   | Michael Carrick   | 34(2)         | 1         | 3(2)          | 0       | 0             | 0        | 5               | 1               | 42(4)         | 2        | 4  | 0 |
| 17      | MF   | Nani              | 7(4)          | 1         | 4(1)          | 1       | 1             | 1        | 3(1)            | 0               | 15(6)         | 3        | 1  | 1 |
| 18      | MF   | Ashley Young      | 17(2)         | 0         | 1(1)          | 0       | 0             | 0        | 0(2)            | 0               | 18(5)         | 0        | 1  | 0 |
| 19      | FW   | Danny Welbeck     | 13(14)        | 1         | 3(1)          | 0       | 2             | 0        | 5(2)            | 1               | 23(17)        | 2        | 1  | 0 |
| 20      | FW   | Robin van Persie  | 35(3)         | 26        | 0(4)          | 1       | 0             | 0        | 5(1)            | 3               | 40(8)         | 30       | 7  | 0 |
| 21      | FW   | Ángelo Henríquez  | 0             | 0         | 0             | 0       | 0             | 0        | 0               | 0               | 0             | 0        | 0  | 0 |
| 22      | MF   | Paul Scholes      | 8(8)          | 1         | 1(2)          | 0       | 0             | 0        | 1(1)            | 0               | 10(11)        | 1        | 10 | 0 |
| 23      | MF   | Tom Cleverley     | 18(4)         | 2         | 4             | 1       | 1             | 1        | 5               | 0               | 28(4)         | 4        | 2  | 0 |
| 24      | MF   | Darren Fletcher   | 2(1)          | 1         | 0             | 0       | 2             | 0        | 3(2)            | 0               | 7(3)          | 1        | 0  | 0 |
| 25      | MF   | Nick Powell       | 0(2)          | 1         | 0             | 0       | 0(2)          | 0        | 2               | 0               | 2(4)          | 1        | 0  | 0 |
| 26      | MF   | Kagava Sindzsi    | 17(3)         | 6         | 2(1)          | 0       | 0             | 0        | 3               | 0               | 22(4)         | 6        | 1  | 0 |
| 27      | FW   | Federico Macheda  | 0             | 0         | 0             | 0       | 0(1)          | 0        | 0(2)            | 0               | 0(3)          | 0        | 0  | 0 |
| 28      | DF   | Alexander Büttner | 4(1)          | 2         | 3             | 0       | 2             | 0        | 3               | 0               | 12(1)         | 2        | 1  | 0 |
| 31      | DF   | Scott Wootton     | 0             | 0         | 0             | 0       | 2             | 0        | 1(1)            | 0               | 3(1)          | 0        | 1  | 0 |
| 33      | FW   | Bébé              | 0             | 0         | 0             | 0       | 0             | 0        | 0               | 0               | 0             | 0        | 0  | 0 |
| 34      | MF   | Larnell Cole      | 0             | 0         | 0             | 0       | 0             | 0        | 0               | 0               | 0             | 0        | 0  | 0 |
| 35      | MF   | Jesse Lingard     | 0             | 0         | 0             | 0       | 0             | 0        | 0               | 0               | 0             | 0        | 0  | 0 |
| 36      | DF   | Marnick Vermijl   | 0             | 0         | 0             | 0       | 1             | 0        | 0               | 0               | 1             | 0        | 0  | 0 |
| 37      | MF   | Robbie Brady      | 0             | 0         | 0             | 0       | 0(1)          | 0        | 0               | 0               | 0(1)          | 0        | 0  | 0 |
| 38      | DF   | Michael Keane     | 0             | 0         | 0             | 0       | 2             | 0        | 0               | 0               | 2             | 0        | 1  | 0 |
| 39      | DF   | Tom Thorpe        | 0             | 0         | 0             | 0       | 0             | 0        | 0               | 0               | 0             | 0        | 0  | 0 |
| 40      | GK   | Ben Amos          | 0             | 0         | 0             | 0       | 0             | 0        | 0               | 0               | 0             | 0        | 0  | 0 |
| 41      | FW   | Joshua King       | 0             | 0         | 0             | 0       | 0             | 0        | 0(1)            | 0               | 0(1)          | 0        | 0  | 0 |
| 42      | DF   | Tyler Blackett    | 0             | 0         | 0             | 0       | 0             | 0        | 0               | 0               | 0             | 0        | 0  | 0 |
| 44      | MF   | Adnan Januzaj     | 0             | 0         | 0             | 0       | 0             | 0        | 0               | 0               | 0             | 0        | 0  | 0 |
| 45      | MF   | Davide Petrucci   | 0             | 0         | 0             | 0       | 0             | 0        | 0               | 0               | 0             | 0        | 0  | 0 |
| 46      | MF   | Ryan Tunnicliffe  | 0             | 0         | 0             | 0       | 0(2)          | 0        | 0               | 0               | 0(2)          | 0        | 0  | 0 |
| 48      | FW   | Will Keane        | 0             | 0         | 0             | 0       | 0             | 0        | 0               | 0               | 0             | 0        | 0  | 0 |
| 49      | DF   | Freddie Veseli    | 0             | 0         | 0             | 0       | 0             | 0        | 0               | 0               | 0             | 0        | 0  | 0 |
| 50      | GK   | Sam Johnstone     | 0             | 0         | 0             | 0       | 0             | 0        | 0               | 0               | 0             | 0        | 0  | 0 |
| —       | DF   | Fábio             | 0             | 0         | 0             | 0       | 0             | 0        | 0               | 0               | 0             | 0        | 0  | 0 |
| —       | FW   | Wilfried Zaha     | 0             | 0         | 0             | 0       | 0             | 0        | 0               | 0               | 0             | 0        | 0  | 0 |
| —       | —    | Öngólok           | –             | 6         | –             | 0       | –             | 0        | –               | 1               | –             | 7        | –  | – |

2013. május 19-én frissítve

## Átigazolások

### Érkezők
| Dátum            | Poz. | Név               | Honnan               | Ár           |
| ---------------- | ---- | ----------------- | -------------------- | ------------ |
| 1 July 2012      | MF   | Kagava Sindzsi    | Borussia Dortmund    | nem publikus |
| 1 July 2012      | MF   | Nick Powell       | Crewe Alexandra      | nem publikus |
| 17 August 2012   | FW   | Robin van Persie  | Arsenal              | nem publikus |
| 21 August 2012   | DF   | Alexander Büttner | Vitesse Arnhem       | nem publikus |
| 5 September 2012 | FW   | Ángelo Henríquez  | Universidad de Chile | nem publikus |
| 26 January 2013  | FW   | Wilfried Zaha     | Crystal Palace       | nem publikus |

### Távozók
| Dátum          | Poz. | Név              | Hová                | Ár                    |        |
| -------------- | ---- | ---------------- | ------------------- | --------------------- | ------ |
| 15 May 2012    | DF   | Ritchie de Laet  | Leicester City      | nem publikus          |        |
| 15 May 2012    | MF   | Matthew James    | Leicester City      | nem publikus          |        |
| 1 July 2012    | MF   | Oliver Norwood   | Huddersfield Town   | nem publikus          |        |
| 1 July 2012    | MF   | Paul Pogba       | Juventus            | bírósági végzés által |        |
| 1 July 2012    | DF   | Ezekiel Fryers   | Standard de Liège   | ingyen                |        |
| 1 July 2012    | GK   | Tomasz Kuszczak  | szabadon iagzolható | ingyen                |        |
| 1 July 2012    | GK   | Liam Jacob       | szabadon igazolható | ingyen                | ingyen |
| 1 July 2012    | FW   | Michael Owen     | szabadon igazolható | ingyen                |        |
| 1 July 2012    | GK   | Joe Coll         | szabadon igazolható | ingyen                |        |
| 9 July 2012    | MF   | Pak Csiszong     | Queens Park Rangers | nem publikus          |        |
| 31 August 2012 | FW   | Dimitar Berbatov | Fulham              | nem publikus          |        |
| 2 January 2013 | FW   | Joshua King      | Blackburn Rovers    | nem publikus          |        |
| 8 January 2013 | MF   | Robbie Brady     | Hull City           | nem publikus          |        |
| 13 May 2013    | DF   | Sean McGinty     | szabadon igazolható | ingyen                |        |
| 19 May 2013    | MF   | Paul Scholes     | Visszavonult        | Visszavonult          |        |

### Kölcsönbe távozók
| Kölcsön kezdete  | Kölcsön vége      | Poz. | Név                | Hová                |
| ---------------- | ----------------- | ---- | ------------------ | ------------------- |
| 2 July 2012      | 30 June 2013      | DF   | Fábio              | Queens Park Rangers |
| 13 July 2012     | 2 January 2013    | FW   | John Cofie         | Sheffield United    |
| 20 July 2012     | 7 January 2013    | DF   | Reece Brown        | Coventry City       |
| 31 July 2012     | 3 January 2013    | GK   | Ben Amos           | Hull City           |
| 4 August 2012    | 13 September 2012 | DF   | Sean McGinty       | Oxford United       |
| 31 August 2012   | 30 June 2013      | MF   | Luke Giverin       | Royal Antwerp       |
| 31 August 2012   | 2 January 2013    | FW   | Gyliano van Velzen | Royal Antwerp       |
| 5 November 2012  | 2 January 2013    | MF   | Robbie Brady       | Hull City           |
| 6 November 2012  | 30 June 2013      | DF   | Michael Keane      | Leicester City      |
| 6 November 2012  | 2 January 2013    | MF   | Jesse Lingard      | Leicester City      |
| 6 November 2012  | 5 January 2013    | DF   | Sean McGinty       | Carlisle United     |
| 22 November 2012 | 31 December 2012  | FW   | Joshua King        | Blackburn Rovers    |
| 1 January 2013   | 30 June 2013      | FW   | Bébé               | Rio Ave             |
| 2 January 2013   | 30 June 2013      | FW   | Ángelo Henríquez   | Wigan Athletic      |
| 9 January 2013   | 30 June 2013      | MF   | Davide Petrucci    | Peterborough United |
| 9 January 2013   | 30 June 2013      | DF   | Scott Wootton      | Peterborough United |
| 24 January 2013  | 30 June 2013      | FW   | Federico Macheda   | VfB Stuttgart       |
| 25 January 2013  | 25 March 2013     | DF   | Luke McCullough    | Cheltenham Town     |
| 26 January 2013  | 30 June 2013      | FW   | Wilfried Zaha      | Crystal Palace      |
| 8 February 2013  | 8 March 2013      | FW   | John Cofie         | Notts County        |
| 21 February 2013 | 21 March 2013     | MF   | Ryan Tunnicliffe   | Barnsley            |
| 25 February 2013 | 30 June 2013      | DF   | Reece Brown        | Ipswich Town        |
| 20 March 2013    | 30 June 2013      | GK   | Sam Johnstone      | Walsall             |
| 28 March 2013    | 30 June 2013      | DF   | Sean McGinty       | Tranmere Rovers     |